# Sin & Punishment 2: Star Successor
Sin and Punishment: Sora no Kōkeisha (罪と罰～宇宙の後継者～ Tsumi to Batsu: Sora no Kōkeisha?, Sin and Punishment: Successor of the Universe), llamado en Europa Sin and Punishment: Successor of the Skies conocido también como Sin and Punishment 2, es un videojuego de disparos para Wii, que es la secuela del videojuego Sin and Punishment: Hoshi no Keishōsha, que fue lanzado exclusivamente en el mercado japonés para Nintendo 64 pero que posteriormente fue lanzado a nivel mundial a través de la Consola Virtual.
El juego fue revelado en una conferencia de prensa de Nintendo el 2 de octubre de 2008 y fue finalmente lanzado al mercado japonés el 29 de octubre de 2009. Está planeado su lanzamiento al mercado norteamericano y europeo durante el 2010.
El juego es compatible con la Conexión Wi-Fi de Nintendo.

## Historia
La acción transcurre varios años después de los acontecimientos del primer juego. El juego incluye dos nuevos personajes: Isa (el hijo de Saki y Airan, que aparecieron en el primer juego), y una joven chica llamada Kachi.